# Простір Lp
Просторами {\displaystyle L^{p}} в математиці називаються простори вимірних функцій, які при піднесенні до степеня {\displaystyle p\,} (де {\displaystyle p\geqslant 1}) є інтегровними за Лебегом.
{\displaystyle \ L^{p}} — найважливіший клас банахових просторів. Окрім того, {\displaystyle \ L^{2}} — класичний приклад гільбертового простору.

## Побудова простору Lp
Визначення 1. Нехай задано простір з мірою {\displaystyle (X,\;{\mathcal {F}},\;\mu )}. Зафіксуємо {\displaystyle 1\leqslant p<\infty } і розглянемо множину вимірних функцій, визначених на цьому просторі, таких що
{\displaystyle \int \limits _{X}|f(x)|^{p}\,\mu (dx)<\infty .}
Позначимо цю множину {\displaystyle {\mathcal {L}}^{p}(X,\;{\mathcal {F}},\;\mu )} або просто {\displaystyle {\mathcal {L}}^{p}}.
Теорема 1. {\displaystyle {\mathcal {L}}^{p}(X,\;{\mathcal {F}},\;\mu )} є лінійним простором. Доведення одержується з елементарних властивостей інтеграла Лебега, а також нерівності Мінковського.
На цьому лінійному просторі можна ввести напівнорму:
{\displaystyle \|f\|_{p}=\left(\int \limits _{X}|f(x)|^{p}\,\mu (dx)\right)^{\frac {1}{p}}.}
Додатність і однорідність є наслідками властивостей інтеграла Лебега, а нерівність Мінковського є нерівністю трикутника для цієї напівнорми.
Замітка 1. Введена таким чином напівнорма не є нормою, бо якщо {\displaystyle f(x)=0\,} майже всюди, то {\displaystyle \|f\|_{p}=0}, що суперечить вимогам до норми. Щоб перетворити простір з напівнормою в простір з нормою, необхідно ототожнити функції, що розрізняються між собою лише на множині міри нуль.
Визначення 2. Введемо на {\displaystyle {\mathcal {L}}^{p}} відношення еквівалентності:
{\displaystyle f\!\sim g}, якщо {\displaystyle f(x)=g(x)\,} майже всюди.
Це відношення розбиває простір {\displaystyle {\mathcal {L}}^{p}\,} на класи еквівалентності, причому напівнорми будь-яких двох представників одного і того ж класу збігаються.
Тоді на побудованому фактор-просторі (тобто множині класів еквівалентності) {\displaystyle {\mathcal {L}}^{p}/\sim } можна ввести норму рівну напівнормі будь-якого представника даного класу. За визначенням, всі аксіоми напівнорми збережуться, і додатково через викладену побудову виявляється виконаною і додатна визначеність.
Визначення 3. Фактор-простір {\displaystyle \left({\mathcal {L}}^{p}/\!\sim ,\;\|\cdot \|_{p}\right)} з побудованою на ньому нормою називається простором {\displaystyle L^{p}(X,\;{\mathcal {F}},\;\mu )} або просто {\displaystyle L^{p}\,}.
При {\displaystyle 0<p<1\,}, {\displaystyle L_{p}\,} не утворюють нормованого простору, оскільки не виконується нерівність трикутника (точніше, виконується зворотна нерівність трикутника: при {\displaystyle 0<p<1\,} {\displaystyle \forall f,g\in L_{p}(\Omega ):\{\int \limits _{\Omega }|f(x)+g(x)|^{p}dx\}^{\frac {1}{p}}\geq \{\int \limits _{\Omega }|f(x)|^{p}dx\}^{\frac {1}{p}}+\{\int \limits _{\Omega }|g(x)|^{p}dx\}^{\frac {1}{p}}}), проте утворюють метричні простори. 

## Повнота простору Lp
Введена вище норма разом з лінійною структурою породжує метрику
{\displaystyle d(f,\;g)=\|f-g\|_{p},}
а отже і поняття збіжності.
Визначення 3. Нехай є послідовність функцій {\displaystyle \{f_{n}\}_{n=1}^{\infty }\subset L^{p}}. Тоді ця послідовність збігається до функції {\displaystyle f\in L^{p}}, якщо
{\displaystyle \|f_{n}-f\|_{p}\to 0} при {\displaystyle n\to \infty .}
Теорема 2. Простір {\displaystyle L^{p}\,} є повним, тобто будь-яка фундаментальна послідовність {\displaystyle L^{p}\,} збігається до елементу цього ж простору. Таким чином, {\displaystyle L^{p}\,} — банахів простір.

## Простір L2
У випадку {\displaystyle p=2\,} введена вище норма породжується скалярним добутком. Таким чином, разом з поняттям довжини тут має сенс і поняття кута, а отже і суміжні поняття, такі, як ортогональність, проєкція і ін.
Визначення 4. Введемо на просторі {\displaystyle L^{2}} скалярний добуток таким чином:
{\displaystyle \langle f,\;g\rangle =\int \limits _{X}f(x)\,{\overline {g(x)}}\mu (dx)}
у випадку, якщо дані функції комплекснозначні, або
{\displaystyle \langle f,\;g\rangle =\int \limits _{X}f(x)\,{g(x)}\mu (dx),}
якщо вони дійсні. Тоді, очевидно:
{\displaystyle \|f\|_{2}={\sqrt {\langle f,\;f\rangle }},}
тобто норма породжується скалярним добутком. Використовуючи це разом з результатом про повноту будь-якого {\displaystyle L^{p}\,}, одержуємо:
Теорема 3. Простір {\displaystyle L^{2}\,} — гільбертів.

## Простір L∞
Розглянемо простір {\displaystyle {\mathcal {L}}^{\infty }(X,\;{\mathcal {F}},\;\mu )} вимірних функцій, обмежених майже усюди. Ототожнивши між собою функції, що розрізняються лише на множині міри нуль, і поклавши за визначенням
{\displaystyle \|f\|_{\infty }=\mathrm {ess} \sup \limits _{x\in X}|f(x)|,}
одержуємо  банахів простір.
Метрика, що породжується цією нормою, називається рівномірною. Так само називається і збіжність, породжена такою метрикою:
{\displaystyle f_{n}\to f} у {\displaystyle L^{\infty }}, якщо {\displaystyle \mathrm {ess} \sup \limits _{x\in X}|f_{n}(x)-f(x)|\to 0} при {\displaystyle n\to \infty }.

## Властивості просторів Lp
- Із збіжності функцій майже всюди не випливає збіжність в просторі {\displaystyle L^{p}\,}. Нехай {\displaystyle f_{n}(x)=n^{1/p}\,} при {\displaystyle x\in (0,1/n]} і {\displaystyle f_{n}(x)=0\,} при {\displaystyle x\in (1/n,1]}, {\displaystyle f_{n}\in L^{p}}. Тоді {\displaystyle f_{n}\to 0} майже всюди. Але {\displaystyle \|f_{n}\|_{p}^{p}=\int _{0}^{1}|f_{n}|^{p}d\mu =1}. Зворотне твердження також невірне.
- Якщо {\displaystyle \|f_{n}-f\|_{p}\to 0} при {\displaystyle n\to \infty }, то існує підпослідовність {\displaystyle f_{n_{k}}}, така що {\displaystyle f_{n_{k}}\to f} майже всюди.
- {\displaystyle L^{p}\,} функції на числовій прямій можуть бути наближені гладкими функціями. Нехай {\displaystyle L_{C^{\infty }}^{p}(\mathbb {R} ,\;{\mathcal {B}}(\mathbb {R} ),\;m)} — підмножина {\displaystyle L^{p}(\mathbb {R} ,\;{\mathcal {B}}(\mathbb {R} ),\;m)}, що складається з нескінченно гладких функцій. Тоді {\displaystyle L_{C^{\infty }}^{p}} всюди щільна в {\displaystyle L^{p}}.
- {\displaystyle L^{p}(\mathbb {R} ,\;{\mathcal {B}}(\mathbb {R} ),\;m)} — сепарабельний простір.
- Якщо {\displaystyle \mu \,} — скінченна міра, наприклад, ймовірність, і {\displaystyle 1\leqslant p\leqslant q\leqslant \infty }, то {\displaystyle L^{q}\subset L^{p}}. Зокрема {\displaystyle L^{2}\subset L^{1}}, тобто випадкова величина зі скінченним другим моментом має скінченний перший момент.

## Простори спряжені Lp
Нехай {\displaystyle \left(L^{p}\right)^{\star }} є простором спряженим до {\displaystyle L^{p}\,} (так званий копростір). За визначенням, елемент {\displaystyle g\in \left(L^{p}\right)^{\star }} є лінійним функціоналом на {\displaystyle L^{p}\,}.
Теорема 4. Якщо {\displaystyle 1<p<\infty }, то {\displaystyle \left(L^{p}\right)^{\star }} ізоморфний {\displaystyle L^{q}\,} (пишемо {\displaystyle \left(L^{p}\right)^{\star }\cong L^{q}}), де {\displaystyle 1/p+1/q=1\,}. Будь-який лінійний функціонал на {\displaystyle L^{p}\,} має вигляд:
{\displaystyle g(f)=\int \limits _{X}f(x)\,{\tilde {g}}(x)\,\mu (dx),}
де {\displaystyle {\tilde {g}}(x)\in L^{q}}.
Через симетрію рівняння {\displaystyle 1/p+1/q=1\,} сам простір {\displaystyle L^{p}\,} є дуальним (з точністю до ізоморфізму) до {\displaystyle L^{q}\,}, а отже:
{\displaystyle \left(L^{p}\right)^{\star \star }\cong L^{p}.}
Цей результат справедливий і для випадку {\displaystyle p=1\,}, тобто {\displaystyle \left(L^{1}\right)^{\star }=L^{\infty }}. Проте {\displaystyle \left(L^{\infty }\right)^{\star }\not \cong L^{1}} і, зокрема {\displaystyle \left(L^{1}\right)^{\star \star }\not \cong L^{1}}.

## Простори lp, 1 ≤ p ≤ ∞
Нехай {\displaystyle (X,\;{\mathcal {F}},\;\mu )=\left(\mathbb {N} ,\;2^{\mathbb {N} },\;m\right)}, де {\displaystyle m\,} — зліченна міра на {\displaystyle \mathbb {N} }, тобто {\displaystyle m(\{n\})=1,\;\forall n\in \mathbb {N} }. Тоді якщо {\displaystyle p<\infty }, то й простір {\displaystyle L^{p}\left(\mathbb {N} ,\;2^{\mathbb {N} },\;m\right)} є множиною послідовностей {\displaystyle \{x_{n}\}_{n=1}^{\infty }}, таких що
{\displaystyle \sum _{n=1}^{\infty }|x_{n}|^{p}<\infty .}
Відповідно, норма на цьому просторі задається
{\displaystyle \|x\|_{p}=\left(\sum \limits _{n=1}^{\infty }|x_{n}|^{p}\right)^{\frac {1}{p}}.}
Одержаний нормований простір позначається {\displaystyle l^{p}\,}.
Якщо {\displaystyle p=\infty }, то ми розглядаємо простір обмежених послідовностей з нормою
{\displaystyle \|x\|_{\infty }=\sup \limits _{n\in \mathbb {N} }|x_{n}|.}
Одержаний нормований простір позначається  {\displaystyle l^{\infty }}. Він є прикладом несепарабельного простору.
Як і в загальному випадку, поклавши {\displaystyle p=2\,}, ми одержуємо гільбертів простір {\displaystyle l^{2}\,},  норма якого породжена скалярним добутком
{\displaystyle \langle x,\;y\rangle =\sum _{n=1}^{\infty }x_{n}{\overline {y_{n}}},}
якщо послідовності комплекснозначні, і
{\displaystyle \langle x,\;y\rangle =\sum _{n=1}^{\infty }x_{n}{y_{n}},}
якщо вони дійсні.
Простір, дуальний {\displaystyle l^{p}\,}, де {\displaystyle 1\leqslant p<\infty } ізоморфний {\displaystyle l^{q}\,}, {\displaystyle 1/p+1/q=1\,}.